# Bruno Tracq
 (janvier 2022).
La mise en forme du texte ne suit pas les recommandations de Wikipédia : il faut le « wikifier ».
Les points d'amélioration suivants sont les cas les plus fréquents :
- Les titres sont pré-formatés par le logiciel. Ils ne sont ni en capitales, ni en gras.
- Le texte ne doit pas être écrit en capitales (les noms de famille non plus), ni en gras, ni en italique, ni en « petit »…
- Le gras n'est utilisé que pour surligner le titre de l'article dans l'introduction, une seule fois.
- L'italique est rarement utilisé : mots en langue étrangère, titres d'œuvres, noms de bateaux, etc.
- Les citations ne sont pas en italique mais en corps de texte normal. Elles sont entourées par des guillemets français : « et ».
- Les listes à puces sont à éviter, des paragraphes rédigés étant largement préférés. Les tableaux sont à réserver à la présentation de données structurées (résultats, etc.).
- Les appels de note de bas de page (petits chiffres en exposant, introduits par l'outil «  Source ») sont à placer entre la fin de phrase et le point final[comme ça].
- Les liens internes (vers d'autres articles de Wikipédia) sont à choisir avec parcimonie. Créez des liens vers des articles approfondissant le sujet. Les termes génériques sans rapport avec le sujet sont à éviter, ainsi que les répétitions de liens vers un même terme.
- Les liens externes sont à placer uniquement dans une section « Liens externes », à la fin de l'article. Ces liens sont à choisir avec parcimonie suivant les règles définies. Si un lien sert de source à l'article, son insertion dans le texte est à faire par les notes de bas de page.
- La présentation des références doit suivre les conventions bibliographiques. Il est recommandé d'utiliser les modèles {{Ouvrage}}, {{Chapitre}}, {{Article}}, {{Lien web}} et/ou {{Bibliographie}}. Le mode d'édition visuel peut mettre en forme automatiquement les références.
- Insérer une infobox (cadre d'informations à droite) n'est pas obligatoire pour parachever la mise en page.

Pour une aide détaillée, merci de consulter Aide:Wikification.
Si vous pensez que ces points ont été résolus, vous pouvez retirer ce bandeau et améliorer la mise en forme d'un autre article.
Bruno Tracq est un réalisateur, scénariste et monteur français, né le 20 mai 1983 à St Jean de Maurienne.

## Biographie
Bruno Tracq a été formé en montage à l'Insas (Bruxelles) et en scénario à la Fémis (Paris). Il a été monteur pour le cinéma, la télévision, la publicité et les clips vidéos avant de réaliser son premier long-métrage documentaire, Ma voix t'accompagnera, sur l'hypnose chirurgicale, qui a obtenu la Grenouille d'Or au festival Camerimage. Il est également consultant scénario, dramaturge pour le théâtre et professeur à l'Insas (Bruxelles).

## Filmographie

### Réalisateur
- 2006 : Filmer l'Iceberg, analyse vidéo sur l'œuvre de Michael Haneke
- 2011 : Kick Snare Bien, clip vidéo pour Veence Hanao
- 2011 : Walking Ghost Phase, moyen métrage de fiction
- 2012 : Chasse & Pêche, clip vidéo pour Veence Hanao
- 2016 : Betelgeuse, moyen métrage de fiction
- 2018 : Asphalte, clip vidéo pour Veence Hanao
- 2019 : Sur le Visage, clip vidéo pour Veence Hanao
- 2020 : Ma voix t'accompagnera, long-métrage documentaire

### Scénariste
- 2011 : Walking Ghost Phase, moyen métrage de fiction
- 2016 : Betelgeuse, moyen métrage de fiction

### Monteur (filmographie sélective)
- 2010 : Josée Andréï, An Insane Portrait, documentaire de Fabrizio Terranova
- 2011 : Milan, installation de Gilbert Fastenaekens
- 2011 : Untitled, moyen métrage expérimental de James Ferraro
- 2013 : Matei Child Miner, long-métrage de Alexandra Gulea
- 2013 : The Uprising, documentaire de Peter Snowdon
- 2015 : So Many Pros, clip vidéo pour Snoop Dogg réalisé par François Rousselet
- 2015 : Au service de la France, série télévisée réalisée par Alexandre Courtès
- 2016 : Alakazam!, clip vidéo pour Justice
- 2016 : Donna Haraway : Story telling for Earthly Survival, documentaire de Fabrizio Terranova
- 2016 : Betelgeuse, moyen métrage de Bruno Tracq
- 2018 : Peau de Chagrin / Bleu de Nuit, court-métrage de Baloji
- 2019 : Absolute Beginners, documentaire de Fabrizio Terranova
- 2019 : Zombies, court-métrage de Baloji
- 2020 : Ma voix t'accompagnera, documentaire de Bruno Tracq
- 2021 : Isolation, court-métrage de Jaco Van Dormael

## Théâtre

### Dramaturgie
- 2013 : L'Amour, La Guerre, de Selma Alaoui
- 2016 : Apocalypse Bébé, de Selma Alaoui
- 2020 : Science-Fictions, de Selma Alaoui
- 2021 : Kingdom, de Anne-Cécile Vandalem (consultant)

### Création vidéo
- 2012 : Cible Mouvante, de Olivier Boudon
- 2013 : L'Amour, La Guerre, de Selma Alaoui
- 2016 : Apocalypse Bébé, de Selma Alaoui
- 2017 : Quartier 3, de Olivier Boudon
- 2020 : Science-Fictions, de Selma Alaoui

## Récompenses et distinctions
- Ma voix t'accompagnera :
  - Golden Frog du Meilleur Documentaire au festival Camerimage 2021 (partagée avec le chef opérateur Tristan Galand)
  - Best Fine Art Film au festival Alexandre Trauner ART/Film 2021
  - Prix Spécial du Jury au festival International Red Cross Film 2021
- Walking Ghost Phase :
  - Mention Spéciale du Jury au FIFF Namur 2011
- Publicité :
  - D&AD Wooden Pencil Editing 2012[4]